# Mirsad Fazlagić
Mirsad Fazlagić est un footballeur yougoslave, né le 4 avril 1943, à Čapljina, en Bosnie-Herzégovine.

## Biographie
En tant que défenseur, il est international yougoslave à 19 reprises (1963-1968) sans marquer de but pendant cette période.
Il participe aux Jeux olympiques de 1964. Il est titulaire contre le Maroc, la Hongrie et le Japon, mais ne joue pas contre la RDA, ni contre la Roumanie. La Yougoslavie est éliminée en quarts, et termine 6e du tournoi.
Il participe à l'Euro 1968. Il joue titulaire en demi contre l'Angleterre, ainsi que dans les deux matchs de la finale contre l'Italie. Il perd en finale, mais il fait partie de l'équipe-type du tournoi.
Il joue dans trois clubs bosniaques : le Čapljina, le FK Željezničar Sarajevo et le FK Sarajevo. Il remporte avec le troisième le championnat de Yougoslavie en 1967.
De 1974 à 1975, il est entraîneur du FK Sarajevo, sans aucune victoire à son actif.

## Clubs
- 1957-1959: HNK Capljina
- 1959-1960: FK Željezničar Sarajevo
- 1960-1972: FK Sarajevo

## Palmarès
- Championnat de Yougoslavie de football

- - Champion en 1967
  - Vice-champion en 1965
- Coupe de Yougoslavie de football
  - Finaliste en 1967
- Championnat d'Europe de football
  - Finaliste en 1968